# Papa Mfumu’Eto 1er
Papa Mfumu’Eto 1er ist das Pseudonym (seine persönliche Marke) von Jaspe-Saphir Nkou-Ntoula (geb. 1963, Matadi, Demokratische Republik Kongo, DRC), einem kongolesischen Cartoonisten. Er führt auch Ehrentiteln wie le Grand-prêtre (dt. der große Priester) oder l’Ambassadeur (der Botschafter). Er arbeitet in Kinshasa.

## Leben
Seine Ausbildung erhielt Papa Mfumu’Eto 1er an der Académie des Beaux-Arts de Kinshasa. Dort studierte er Malerei und Interior Design. Schon vorher hatte er ab 1989 mit einem kleinen kreativen Team, „Mpangala“, eine Reihe von sehr beliebten, handgemachten und selbst-publizierten Comic-Büchern in Kinshasa herausgegeben. Darin stellte er den Alltag in der Hauptstadt dar. Am bekanntesten ist die Revue Mfumu’eto, welche, wie der größte Teil seines Werkes, in städtischem Lingala verfasst ist, der Lingua franca in Kinshasa.
Seine erste Geschichte in der Serie, Nguma a meli mwasi na kati ya Kinshasa (engl. „The python that swallowed a woman in Kinshasa“ – dt. „Die Python, die eine Frau in Kinshasa verschluckte“) brachte ihm 1990 in kurzer Zeit eine große Fangemeinde, auch weil sie von Mobutu Sese Seko, dem berüchtigten Diktator der Demokratischen Republik Kongo, kritisch beobachtet wurde. Dieser Erfolg brachte Mfumu’Eto sofortigen Ruhm, aber seine förmlich explodierende Leserschaft war gezwungen geduldig auf neue Geschichten zu warten, so lange er damit kämpfte, genug Exemplare für den Verkauf herzustellen.
Er ist inzwischen weitgehend anerkannt als einer der wichtigsten Comic Artists in der Demokratischen Republik Kongo. Seine Manuskripte wurden im April 2017 an die University of Florida gebracht, wo sie physikalisch konserviert und für öffentlichen Zugang (open access) digitalisiert werden. 2015 wurden einzelne Zeichnungen der Revue Mfumu’Eto in Paris ausgestellt. Daneben wurden mehrere Gemälde des Künstlers ausgestellt im Zuge des internationalen Erfolgs auch von anderen Künstlern aus Kinshasa, wie zum Beispiel Cheri Samba und des wachsenden Interesses an der Populär-Kunst aus dem Kongo.